# Ribbingska sjukhemmet

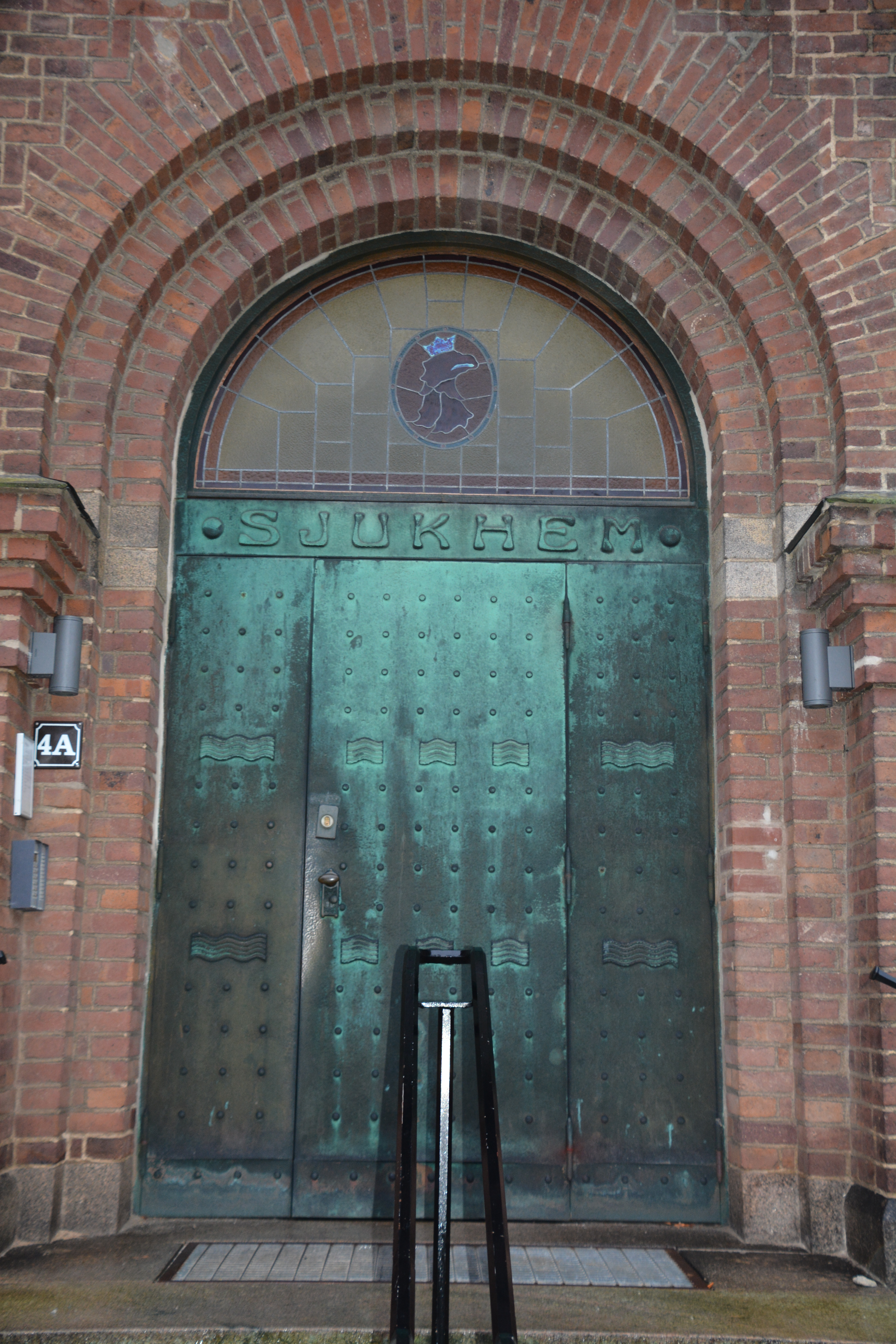
Entrén till Ribbingska sjukhemmet

Ribbingska sjukhemmet i Lund började som institution 1902 med sjukvård i ett hus vid Kävlingevägen i Lund och flyttade 1915 in i ett nybyggt hus med fasad av rött helsingborgstegel på Kråkelyckan, i hörnet av Karl XI:s gata och Karl XII:s gata.
Ribbingska sjukhemmet, ritat av Alfred Hellerström, är ett av de första vårdhemmen för äldre i Sverige. Drivande kraft bakom initiativet att inrätta sjukhemmet var Maria Ribbing. År 1911 donerade Lilly och August Quennerstedt den nordvästra delen av sin stora tomt i nordvästra delen av Kråkalyckan, invid sitt bostadshus Quennerstedtska villan, till Föreningen för vård av obotligt sjuka i Skåne, och 1914 lades grundstenarna. Sjukhemmet hade från början plats för 60-70 patienter, och flera efter det att ett särskilt hus med personalbostäder uppförts 1930.

## Nya sjukhemmet

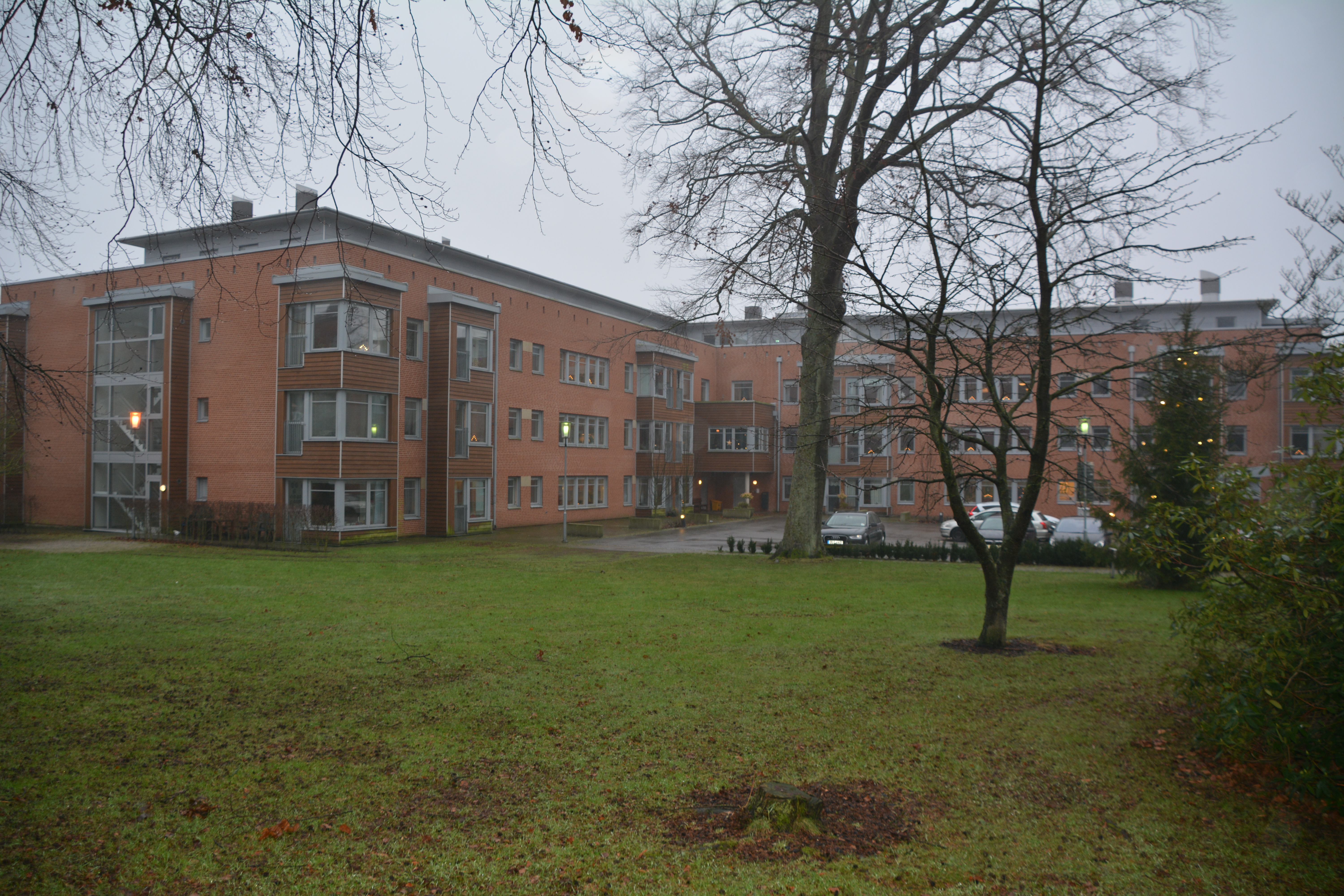
Nya Ribbingska sjukhemmet

Lunds kommun har uppfört ett nytt hus för äldreboende mellan det ursprungliga Ribbingska sjukhemmet och Quennerstedtska villan som invigdes 2007, varefter det ursprungliga sjukhemmet 2008-09 byggdes om till bostäder i regi av Lunds kommuns fastighetsaktiebolag. 